# Atanycolus crenulatus
Atanycolus crenulatus är en stekelart som beskrevs av Telenga 1936. Atanycolus crenulatus ingår i släktet Atanycolus och familjen bracksteklar. Inga underarter finns listade.